# 日本の台地一覧
日本の台地一覧（にほんのだいちいちらん）では、日本の主な台地を都道府県別に列挙する。複数の都道府県に跨る台地は、各地方の節にまとめて挙げる。

## 北海道
- 雄武台地
- 浅茅野台地
- 岩尾別台地
- 荒神台地

- 源武台地
- 根釧台地
- 札内台地
- 静川台地
- 月寒台地
- 豊徳台地
- 幌別台地

## 東北地方
- 八幡平（岩手県、青森県、秋田県）

## 関東地方
- 常総台地（茨城県・千葉県）
- 武蔵野台地（東京都・埼玉県）

### 茨城県
- 常陸台地

### 埼玉県
- 北武蔵台地
  - 本庄台地
  - 櫛引台地
  - 江南台地
- 東松山台地（別名「松山台地」）
- 高坂台地
- 入間台地
  - 毛呂台地
  - 坂戸台地
  - 飯能台地
- 川越台地
- 大宮台地（別名「北足立台地」）
- 宝珠花台地
- 金杉台地

### 千葉県
- 下総台地（一部埼玉県）
  - 習志野原
    - 飯山満野

  - 三里塚

### 東京都
- 秋留台地

### 神奈川県
- 下末吉台地
- 相模野台地（別名：相模原・相模原台地）

## 中部地方
- 七里岩台地（山梨県、長野県）

### 富山県
- 弥陀ヶ原
- 五色ヶ原（岐阜県の五色ヶ原とは関係ない）
- 雲ノ平
- 薬師見平
- 境野新台地
- 下段台地
- 上段台地
- 東福寺野台地
- 十二貫野台地
- 高岡台地
- 北代台地

### 石川県
- 加越台地（福井県も含む）

### 福井県
- 六呂師高原

### 岐阜県
- 五色ヶ原（富山県の五色ヶ原とは関係ない）
- 各務原台地
- 山之上台地

### 長野県
- 桔梗ヶ原

### 静岡県
- 牧之原台地
- 磐田原
- 三方原台地

### 愛知県
- 熱田台地
- 御器所台地
- 高師原

## 近畿地方

### 大阪府
- 上町台地

### 兵庫県
- 伊丹台地
- 印南野台地
- 西光寺野台地

## 四国地方

### 香川県
- 屋島台地
- 五色台

## 九州地方

### 佐賀県
- 上場台地

### 宮崎県
- 西都原台地
- 新田原台地
- 木花台地

### 鹿児島県
- シラス台地
  - 笠野原台地
  - 十三塚原
  - 南薩台地
  - 大根占台地